# 히사야 나오키
히사야 나오키(久弥直樹)는 일본인 시나리오 작가로서 택틱스와 Key, 시에스타를 거쳐 2006년부터는 프리랜서로 일하고 있다. 그는 Key에 재직하며 유명한 비주얼 노벨인 《Kanon》의 작업에 참여해 잘 알려졌으며, 《Moon.》, 《One ~빛나는 계절로~》, 《Moon Childe》의 제작에도 참여했다. 그는《Sola》의 오리지널 컨셉 라이터로도 잘 알려져 있으며, Cork Board라는 동인 서클에서 활동하고 있다.

## 경력
히사야 나오키는 1997년, 성인 비주얼 노벨 제작사인 택틱스 산하의 Nexton에서 메인 시나리오 작가로 데뷔했다. 그는 회사의 두 번째 작품인 《Moon.》에서부터 활동을 시작해 1998년 《One ~빛나는 계절로~》의 작업에 참여했다. 《One》시리즈의 완성 후, 그는 마에다 쥰과 히노우에 이타루, 오리토 신지와 OdiakeS를 포함한 《Moon》과 《One》의 작업에 참여했던 대부분의 스탭과 함께 비주얼 노벨 유통사 비주얼 아트에 들어가 Key를 창립하였다.
Key에서 그는 Kanon의 시나리오 대부분을 담당하여 1999년에 발매했으나, 《Kanon》의 완성 이후 그는 Key를 떠난다. 그 후 히사야는 동인 서클을 만들어 1999년부터 2002년까지 코믹 마켓과 C Revo와 같은 동인 행사에 참여했다. 2003년, 그는 동인 서클 "Black box"를 만들어 그의 첫 동인 비주얼 노벨인 Limit Off를 제작하기 시작했다. 그는 시나리오 제작 외의 분야에도 재능을 보여 게임의 테마곡인 "Real intention"이라는 곡의 작사를 맡기도 했는데, 그때까지 그는 작사를 한번도 해 보지 않았었다. 그러나 이런 순조로운 흐름에도 불구하고 2003년 8월, 프로젝트는 동결되어 다시는 재개되지 않는다. 2004년, 그는 비주얼 노벨 회사 시에스타에 서브 라이터로 입사해 회사의 데뷰작인 《Moon Childe》를 2005년 12월 발매했다. 그 후 그는 다시 한번 회사를 나와 2006년 8월 코믹 마켓 70에 참가했는데, 여기서 그는 일러스트레이터 나나오 나루와 함께 메인 컨셉 라이터로써 《Sola》를 발표했다. 2007년 Sola가 애니메이션으로 제작될 때, 그는 총 15편의 에피소드 중 5편의 각본을 담당했다. 그는 아베노 차코가 그리는 만화 《Sola》의 저자이기도 하다.